# Microsoft Webplattform installer
Microsoft webplattform installer släpptes den 21 januari 2009  och är ett gratisverktyg som automatiserar installationen av Microsofts hela webbplattform vilket bland annat inkluderar:
- IIS (ISS)
- Microsoft Visual Studio 2008 Express Edition
- SQL Server 2008 Express Edition
- Microsoft .NET Framework
- Silverlight Tools for Visual Studio
- PHP

Microsoft webplattform installer 2.0 släpptes i september 2009, i denna version finns möjligheten att även automatisera installationen av mjukvaror från tredje part som till exempel:
- WordPress
- Umbraco, se Lista över webbpubliceringssystem
- Drupal
- Joomla!
- Orchard

Antalet mjukvaruprogram som kan bli installerade via webbplattformen växer kontinuerligt, för fullständig lista besök Microsofts galleri..
Den 7 juli 2010 aviserade Microsoft att WebPlattform installer 3 skulle släppas, den nya versionen inkluderade WebMatrix Beta som var ett nytt verktyg för webbutveckling. Webplattform Installer 3 innehöll andra verktyg för webbutveckling såsom IIS Developer Express, SQL Server Compact. 
Verktyget stödjer operativsystemen: Windows 7, Windows Vista SP1+, Windows XP SP3+, Windows Server 2003 SP2+, Windows Server 2008 och Windows Server 2008 R2. Arkitekturerna x86 och 64-bit stöds båda. Den senaste Webplattform Installer kan laddas ner från Microsofts hemsida för webbplattformar på www.microsoft.com/web.